# サッシレス
サッシレス（英: sashless）は、サッシ、すなわち窓枠を廃した、という意味。日本語ではサッシュレスとも記されることもある。

## 建築物

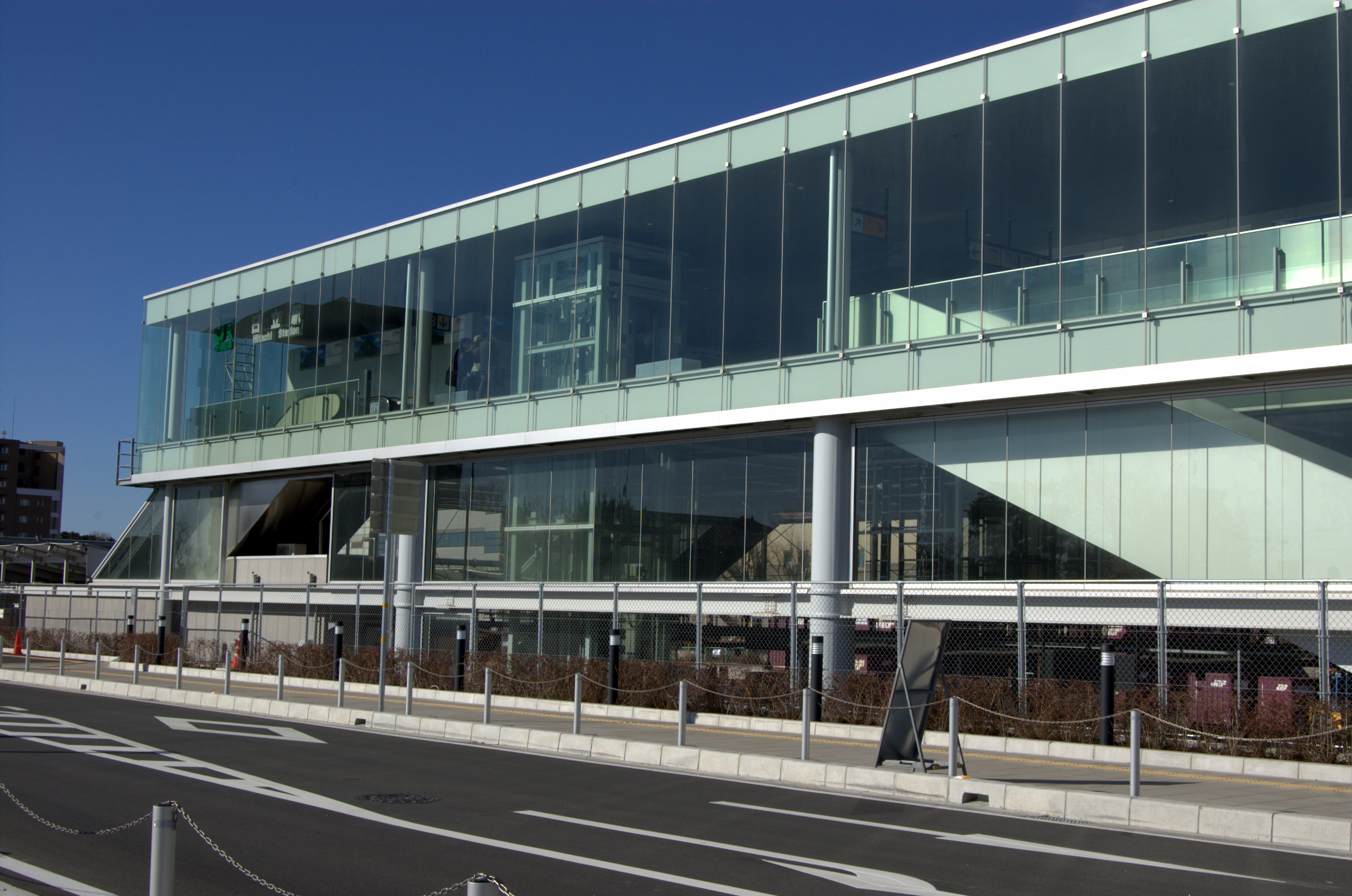
常磐線日立駅の海岸口駅舎（2012年2月）

通常、ガラスを建物に取り付けるときは、アルミやステンレス、鉄や木材を使って窓枠を製作し、そこにガラスをはめ込んで窓枠を建物に取り付ける手法を取る。それに対してコンクリートに溝を掘ってそのままはめ込むなど、躯体に対して直接ガラスを取り付ける手法をサッシレスと呼ぶ。常磐線の日立駅のようにガラス製カーテンウォールで四方とも囲った事例は、サッシレスの典型例である。

## 乗用車
ドアに窓枠を持たない（サッシュレスドア）乗用車の代表例がハードトップであり、自動車の分野では「サッシュレス」自体がハードトップの同義語とされる。
ドアの窓枠を廃し、側面中央の窓柱（Bピラー）を黒くすることによってあたかも窓柱が無いように見えるデザインが存在した。これによりハードトップに似た前後に続く開放的な窓をデザインできた。かつてはBピラーが無いハードトップも存在し、開放的なデザインや脱着可能な天井がを売りとするものがあったが、衝突安全性能の要求水準の向上から窓柱は強度部材として必要不可欠なものとなっていった。

## 鉄道車両

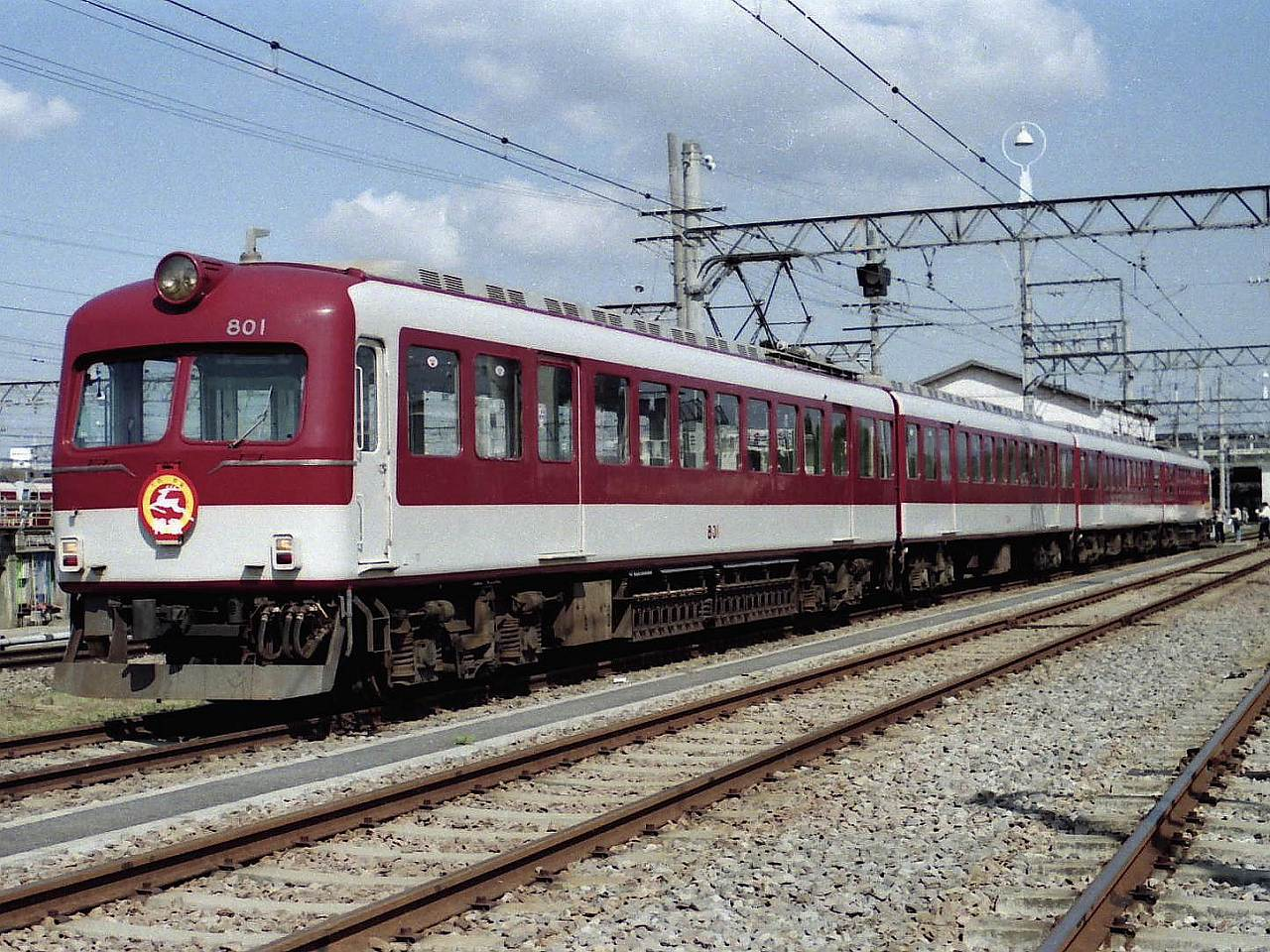
近鉄800系。側面に窓枠のない一段下降窓が並ぶのが特徴。

鉄道車両の窓は車両に空けた窓枠に加え、窓自体を木材やアルミ素材などで窓枠を作ってはめ込む構成が一般的である（一部の固定窓を除く）。
近畿車輛はスイスのSWS社よりシュリーレン台車とともに「シュリーレン式バランサー」によるフレームレス一段下降窓を技術導入し、800系電車をはじめとする近鉄向け鉄道車両に採用した。この窓は窓ガラスを囲む内窓枠がないことから「サッシレス」窓と鉄道趣味誌に紹介され、近鉄の電車の個性（アイデンティティ）とも称された。またJR西日本221系電車をはじめとする窓枠を黒くして1枚の大きな連続窓に見せるデザインも出てきた。これらの車両は窓枠が目立たないので「サッシレス」と紹介される例がある。

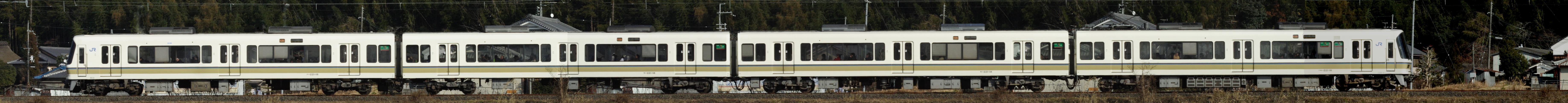
JR西日本221系電車の4両編成側面図。窓枠を隠した連続窓が印象的。